# Oswald Fritz
Oswald Fritz (* 10. April 1925; † 11. Juli 2005) war ein deutscher Fußballschiedsrichter. Er gehörte zu den 79 Unparteiischen, die in der Auftaktsaison der Bundesliga 1963/64 eingesetzt wurden.

## Sportlicher Werdegang
Fritz entstammt einer Schiedsrichterfamilie, sein Vater Karl Fritz, der auch als Referent in der Schiedsrichterausbildung tätig war, und der Bruder Helmut Fritz, der auch Länderspiele leitete, waren ebenfalls in dem Metier tätig.
Der aus Oggersheim stammende Fritz leitete zunächst Meisterschaftsspiele in der Oberliga Südwest. Bei Einführung der Bundesliga zur Spielzeit 1963/64 gehörte er neben seinem anderthalb Jahre älteren Bruder Fritz zu den Spielleitern in der neuen deutschen Eliteklasse. In der ersten Spielzeit oblag ihm die Leitung von sechs Bundesligapartien. Bis 1970 brachte er es auf 30 Einsätze in der Bundesliga, dabei musste er einen Platzverweis aussprechen.
Neben in der Spielleitung war Fritz auch als Linienrichter tätig. So gehörte er oftmals dem Gespann von Albert Dusch etwa bei Endrundenspielen um die Deutsche Meisterschaft oder bei Spielen im Europapokal der Landesmeister an.